# Ica (region)
 For alternative betydninger, se Ica. (Se også artikler, som begynder med Ica)
Ica er en region i det sydvestlige Peru og grænser til Stillehavet mod vest, Lima-regionen mod nord, Huancavelica og Ayacucho mod øst og Arequipa mod syd. Hovedbyen hedder også Ica.

## Geografi
- Hydrografi: floden San Juan (Chincha), Pisco, Ica og Río Grande (i Palpa og Nazca).
- Bjergtoppe: Yana Caccha (4.400 m.o.h.) och Rumi Cruz (4.200 m.o.h.), både i Chincha.
- Øer: San Gallán, islas Ballestas, La Vieja (Independencia) og islas Chincha.
- Søer: Huacachina i provinsen Ica og Morón i provinsen Pisco.
- Havne ved havet General San Martín og San Nicolás i San Juan de Marcona.
- Vådområder: vådområdet ved Pisco og ved Casalla i provinsen Pisco.

Icaregionen er den eneste peruanske region langs sydkysten, som dannes af sletter, efter som mod indlandet hæver sig Andesbjergene. Nogle geologiske foldninger har gjort, at dyner dannes og bevæger sig mod havet og danner enstor del af Paracashalvøen. Nogle isolerede formationer i den sydlige del skabte Marconakomplekset, med de største forekomster af jern som findes langs Stillehavskysten.
Icas udseende beror på geomorfologien hos de to store floder Pasco og Ica. Yderligere en vandvej findes, Rio Grande, men dets vand når ikke havet. En del vand afledes til vanding og jordbrug i provinserne Pampa, Nazca og Ingenio. Rio Grandes flodseng er mod slutningen tør efter som sand og tørt land absorberer den begrænsede vandmængde. Der findes udbredte ørkener i Ica, som Lancha Pampas. Pozo Santo og Villacuri pampas er ekstremt varme områder. Stærke og vedvarende vinde, som kallas paracas, forekommer og skaber store sandstorme.

## Økonomi
Icaregionens udvikling baserer sig på fire sektorer: jordbrug, mineindustri, fiskeri og turisme.
Jordbruget er den vigtigste næringsvej, specielt bomuld, bælgplanter (kikærter, limabønner og bønner) og druer, base for zonens vinproduktion, som anvendes for fremstilling af piscon, en peruansk brændevin lavet af druer. Almindelig Asparges og pekannødder dyrkes til eksport. Marcona (Nazca) er landets eneste jernmine og råstofferne er de mest betydningsfulde ved Stillehavskysten. Der findes en omfattende stålindustri i Piscoprovinsen. I Paracas findes fabrikker, som fremstiller fiskemel.

## Historie
Blandt ældre kendte kulturer kan nævnes: Paracas Cavernas (ung. grottefolket i Paracas), Paracas Necropolis og Nazca.

## Fodnoter
1. ↑  https://repositorio.sineace.gob.pe/repositorio/bitstream/handle/20.500.12982/6230/Caracterizaci%C3%B3n%20Regional%20Ica.pdf?sequence=1&isAllowed=y
2. ↑  Ã¾Ã¿�C�A�R�A�C�T�E�R�I�Z�A�C�I�Ãﬁ�N� �D�E� �L�A� �R�E�G�I�Ãﬁ�N� �I�C�A
3. ↑  "Arkiveret kopi". Arkiveret fra originalen 7. april 2022. Hentet 7. april 2022.

14°04′S 75°44′V / 14.07°S 75.73°V